# Fiesta de la pasa
La fiesta de la pasa es una fiesta celebrada en los municipios españoles de El Borge (Málaga) y La Viñuela (Málaga).
Durante la fiesta los habitantes de los pueblos reciben a los visitantes en la calle, ofreciendo guisos con carnes, vinos de la zona y pasas. Además, se hacen demostraciones de las tareas que se hacen para su elaboración, desde la recolección de la uva, traslado, tendido y secado en los paseros, hasta el picado de las pasas, criba, embasado y pisa de la uva moscatel.
El Burgo es el primer productor de uva pasa de toda España.